# حركة المقاومة البورمية 1885-1895
حدثت حركة المقاومة البورمية في الفترة من 1885 إلى 1895 تقريبًا بعد سقوط ماندالاي مباشرةً. بسبب سرعة التقدم البريطاني في نهر إيراوادي، خسر الجزء الأكبر من الجيش البورمي عددًا من الضحايا. لم يشهد الكثيرون قتالًا حقيقيًا. ومع ذلك، فإن قضية أمر هلوتاو بالاستسلام في 27 نوفمبر 1885 تعني أن الحاميات البورمية الواقعة جنوب ماندالاي كان عليها نزع سلاحها دون خوض قتال. بدأت المقاومة على نطاق واسع بالاندلاع في بورما العليا، بورما السفلى، تلال شان، تلال كاشين وتلال تشين التي لم تسقط حتى عام 1896.
«إلى جميع بلطجية المدن والقرى، وقادة الفرسان، وقادة الحاميات، وحاملي الدروع، وقادة السجون، وقادة إيرادات الذهب والفضة، وعمال المناجم، وضباط المستوطنات، وقادة الغابات ، وجميع الرعايا الملكيين وسكان الإمبراطورية الملكية: هؤلاء الزنادقة، البرابرة الإنجليز، الذين قدموا مطالب مجحفة لإلحاق الضرر بديننا وتدميره، وانتهاك تقاليدنا وعاداتنا الوطنية، وانحطاط عِرقنا، يقدمون عرضًا واستعدادًا كما لو كانوا على وشك شن حرب على دولتنا... لا يجوز للمسؤولين المحليين إقناع أي شخص بالخدمة وهو لا يرغب بها. إعلاء شأن الدين، وإعلاء شرف الوطن، ومصالح البلاد، يعود بالنفع ثلاثة أضعاف؛ خير ديننا وخير سيدنا وخير أنفسنا، وستعود علينا بنتيجة مهمة لوضعنا في الطريق إلى المناطق السماوية وإلى نيبان. وبالتالي، فإن أي شخص يرغب في الانضمام والخدمة بحماسة سيساعده جلالة الملك بالمكافآت الملكية والأموال الملكية، وسيُجبر على الخدمة بالصفة التي قد يكون لائقًا لها. يتعين على المسؤولين الموالين إجراء استفسارات عن المتطوعين وغيرهم ممن قد يرغبون في الخدمة، وعليهم تقديم قوائم بالمتطوعين إلى حكوماتهم».

## المقاومة في بورما العليا

### الأمير مينزينغ
اندلع القتال لأول مرة في بورما العليا بين 18 و25 ديسمبر 1885، عندما تمركز 200 من الشان تحت قيادة مساعدي أمير مينزنغ بو مانغا، مييدو ميوسا ومغ لات على طول مجرى نهر ميتنغي بين قريتي شويسايان ومانغتاو. في ليلة 31 ديسمبر 1885، هاجم الرجال ماندالاي. ثم هاجم مينزينج وأتباعه مجموعة من البريطانيين في بالييت وهتونبو في أوائل يناير 1886. بعد القمع البريطاني في عام 1886، اضطر مينزينج إلى التحرك جنوبًا، وأعاد تأسيس قواته في ياخينغيي، 24 كيلومتر جنوب شرق كياوكسي. واصل مضايقة البريطانيين حول كياوكسي وماندالاي. تعرض مركز الشرطة جنوب شرق ماندالاي للهجوم في 18 أبريل وفي 30 أبريل اندلع حريق كبير في ماندالاي أسفر عن مقتل الملازم فوربس وإصابة سبعة من رجال الشرطة. استمرت ياخينغيي في كونها القاعدة الرئيسية لعمليات مينزينغ حتى مايو 1886، بينما بقي باقي جيشه في كيونتافا وهنغتيكيثياك.
وضع مينزينغ خطة للاستيلاء على ماندالاي بشن هجوم واسع النطاق على المدينة في مايو 1886. يهاجم 300 من حملة السيوف و100 من الفرسان مركز الشرطة ويدمرون أسلاك التلغراف. كان أناوكوينداوهمو أو باونغ يقود 200 من حملة السيوف و1500 من الفرسان من الشان والبورميين لمهاجمة المدينة مباشرة وذبح الوزراء والمسؤولين البورميين الذين استسلموا تحت الحكم البريطاني. واجه مونغ جي، خال مينزينغ، تل ماندالاي والضواحي الشمالية مع 100 من حملة السيوف و700 فارس من شان وبورما. غزا مونجناي ساوبوا الضواحي الشرقية واستولى على تل يانكين بـ 300 من حملة السيوف و1000 من فرسان شان وبورما. غزا لاوكساوك ساوبوا أمارابورا مع 250 من حملة السيوف و 700 من فرسان شان وبورما. بعد ذلك، قَسَم مياوكداويبو ماونغ غيل قسم الولاء لجميع السوبواس والميوساس. ومع ذلك، لم يمكن تنفيذ خطة مينزينغ لأن البريطانيين تمكنوا من كشف أنشطة مساعدي مينزينغ، ما وضع حدًا للخطة. قُبض أيضًا على أربعة رهبان آخرين هم يو ديبا ويو أوتاما ويو ناندييا ويو ريواتا واحتُجزوا في أكياب ورانغون. في النهاية، أُجبر مينزينغ على التراجع إلى ولاية ميلات في يوانغان. أصيب بالحمى هناك في أغسطس 1886 ومات بعد فترة وجيزة.

### الأمير تشونغوا
في هذه الأثناء، بينما كانت قوات الأمير مينزينغ تنشر الفوضى في ماندالاي، تمركز أمراء تشونغوا بدعم من الزعيم المحلي بو شوي يان في كابو مع 300 إلى 500 رجل جُندوا من قرى تشونغوا وكابو وثيتبان ونغازينياينغ ولاواغاي وأوكتوينغان وغيوجيا وإنغان وزيغياونغ وكوكوجان. في وقت سابق من أبريل، هاجم بو شوي يان شويداونغ مع بو موانغ غيل وبو نغا نيين. في مايو، كانت هناك محاولة من قبل أمراء تشونغوا لتوحيد القوات مع أمير مينزينغ. وصلت قواتهم إلى قرية جيي، على بعد 12 كيلومتر جنوب غرب كياكوسي مع 600 رجل للقاء جيش مينزينغ عند ممر ناتيك. لكن هذه الجبهة الموحدة لم تتحقق بسبب الانتقام البريطاني. هرب بو شوي يان أخيرًا إلى الأدغال بالقرب من بانلاونغ بينما تراجع الأمراء مرة أخرى إلى ماندلاي بحلول عام 1887.
دبرت مؤامرة في عام 1887 في ماندالاي لوضع سوا يان نيانغ على العرش. ومع ذلك، أحبِطت الخطة مرة أخرى من قبل البريطانيين، الذين اعتقلوا زعماء العصابة بينما أرسِل سوا يان نيانغ إلى رانغون. ثم حاول الانتقال إلى هسينوي في ولايات شان الشمالية ثم إلى المنطقة الحدودية بين تونغبينج ومونجميت لإنشاء قاعدة جديدة لزيادة المقاومة، وقتل أثناء القتال مع القوات البريطانية على طول الطريق.

### الأمير كانونغ
أيضًا، خلال نفس الفترة في ديسمبر 1885، هاجم شقيقان من الأمراء هتيكتين همت وهتيكتين ثين، أبناء شقيق ميندون أمير كانونغ، واعتقلوا شويبو من شويبو ميوون. في 23 ديسمبر، بعد مناوشات مع شركتين من شركات المنصهرات الملكية الويلزية، تخلوا عن شويبو لكنهم استمروا بمضايقة القوات البريطانية. بعد معركة كبرى في كادو كونيتيوا، هُزم الأمراء. توفي هتيكتين ثين في وقت لاحق في يناير 1886 لكن شقيقه هتيكتين واصل المقاومة. ثم أقام تحالفات مع قادة المقاومة المحليين بو هلا يو وسينغو ميون بو بيان جيي. بعد مضايقات مستمرة وانتقام بريطاني قوي، تراجع هتيكتين همت إلى الشمال. هاجم وأسر تيز مع 3500 رجل جُندوا من مييدو وونثو وإنداوكثا. ومع ذلك، كانت حياة الغابة الصعبة لا تطاق بالنسبة له ومثل أمير مينزينغ، توفي بسبب الحمى في أغسطس 1887.

### أمير شويغيوبيو
انتفض أمير شويغيوبيو، الذي ربما كانت مطالبته بالملكية محل شك، وحشد قواته للمقاومة في كانلي في الجزء الجنوبي من منطقة تشيندوين في التلال الغادرة في سلسلة جبال بوندونغ. شمل تأثيره منطقة باغايي وباخانغيي وكذلك مع أتباع بارزين مثل مينغيان ميون يو كيوا غاونغ تحت قيادته. بحلول عام 1887، وسع نشاطاته المقاومة إلى بلد ياو ثم تلال تشين. في إحدى الغارات داخل منطقة باجي، هاجم بو سوبا وحمل جثة يو بو أو، ابن شقيق كينون مينجي، الذي تنازل عن ولائه للبريطانيين. انشق يو ثا جي، وهو رجل نفوذ محلي آخر عن البريطانيين وانضم إلى المقاومة.